# Paradiplospinus
Paradiplospinus är ett släkte av fiskar. Paradiplospinus ingår i familjen havsgäddefiskar.
Kladogram enligt Catalogue of Life:
| Paradiplospinus | \| \| Paradiplospinus antarcticus \| \| \| \| \| \| Paradiplospinus gracilis \| \| \| \| |
|                 | \| \| Paradiplospinus antarcticus \| \| \| \| \| \| Paradiplospinus gracilis \| \| \| \| |
|                 | Diplospinus                                                                              |
|                 |                                                                                          |
|                 | Epinnula                                                                                 |
|                 |                                                                                          |
|                 | Gempylus                                                                                 |
|                 |                                                                                          |
|                 | Lepidocybium                                                                             |
|                 |                                                                                          |
|                 | Nealotus                                                                                 |
|                 |                                                                                          |
|                 | Neoepinnula                                                                              |
|                 |                                                                                          |
|                 | Nesiarchus                                                                               |
|                 |                                                                                          |
|                 | Promethichthys                                                                           |
|                 |                                                                                          |
|                 | Rexea                                                                                    |
|                 |                                                                                          |
|                 | Rexichthys                                                                               |
|                 |                                                                                          |
|                 | Ruvettus                                                                                 |
|                 |                                                                                          |
|                 | Thyrsites                                                                                |
|                 |                                                                                          |
|                 | Thyrsitoides                                                                             |
|                 |                                                                                          |
|                 | Thyrsitops                                                                               |
|                 |                                                                                          |
|                 | Tongaichthys                                                                             |
|                 |                                                                                          |
|                 | Paradiplospinus antarcticus                                                              |
|                 |                                                                                          |
|                 | Paradiplospinus gracilis                                                                 |
|                 |                                                                                          |

|  | Paradiplospinus antarcticus |
|  |                             |
|  | Paradiplospinus gracilis    |
|  |                             |